# 오진석
오진석(1995년 1월 7일 ~ )은 대한민국의 배우이다.

## 드라마
- 2021년 : 웹드라마 《백프로시대: 접촉을 회피한 일류들》
- 2021년 : 웹드라마 《카밍시그널 멍냥멍냥》- 이석 역
- 2022년 : tvN《별똥별》- 유석 역
- 2023년 : tvN 《성스러운 아이돌》- 오정신 역

## 영화
- 2022년 : 그 노래
- 2023년 : 옥수역 귀신 - 승준 역

## 뮤직비디오
- 2022년 : 솔지 - 계절의 끝에서
- 2022년 : 민서 - 그댄 달라요

## 광고
- 2020년 : 한국코카콜라, BMW
- 2021년 : 디스커버리, 한국맥도날드, 다방